# 情趣的印象主義

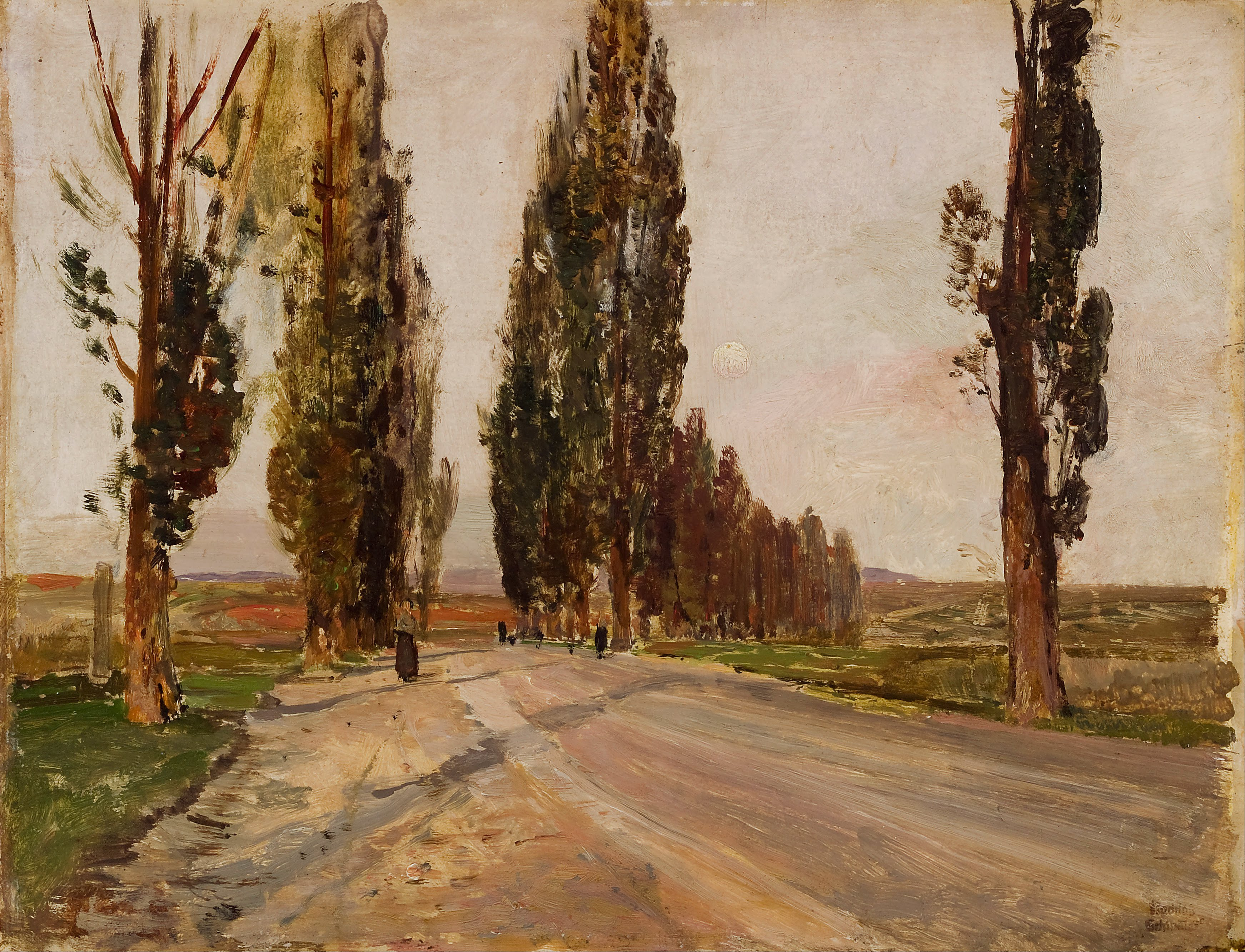
シンドラー『Pappelallee bei Plankenberg』（1890年頃）

情趣的印象主義（ドイツ語: Stimmungsimpressionismus）は、世紀末ウィーンにおいてフランスの印象派とは無関係に成立した、オーストリアの独特の風景画のことである。雰囲気の印象派とも言う。バルビゾン派などと比べて、光よりも描く対象の雰囲気を重視した。
中心となった画家はエミール・ヤーコプ・シンドラーで、マリー・エグナーなどが名を連ねる。

## 代表的画家と作品

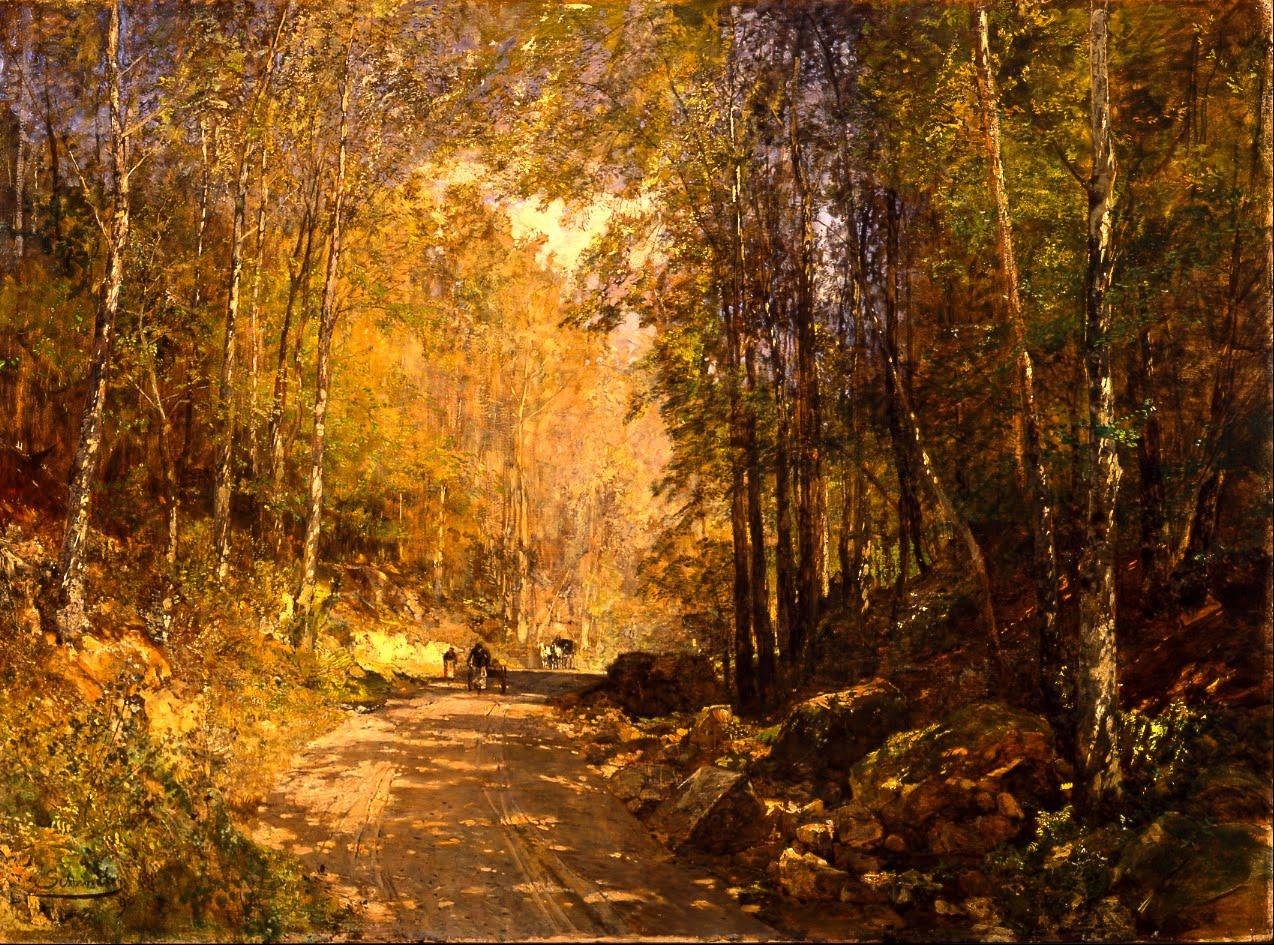
(画)エミール・ヤーコプ・シンドラー
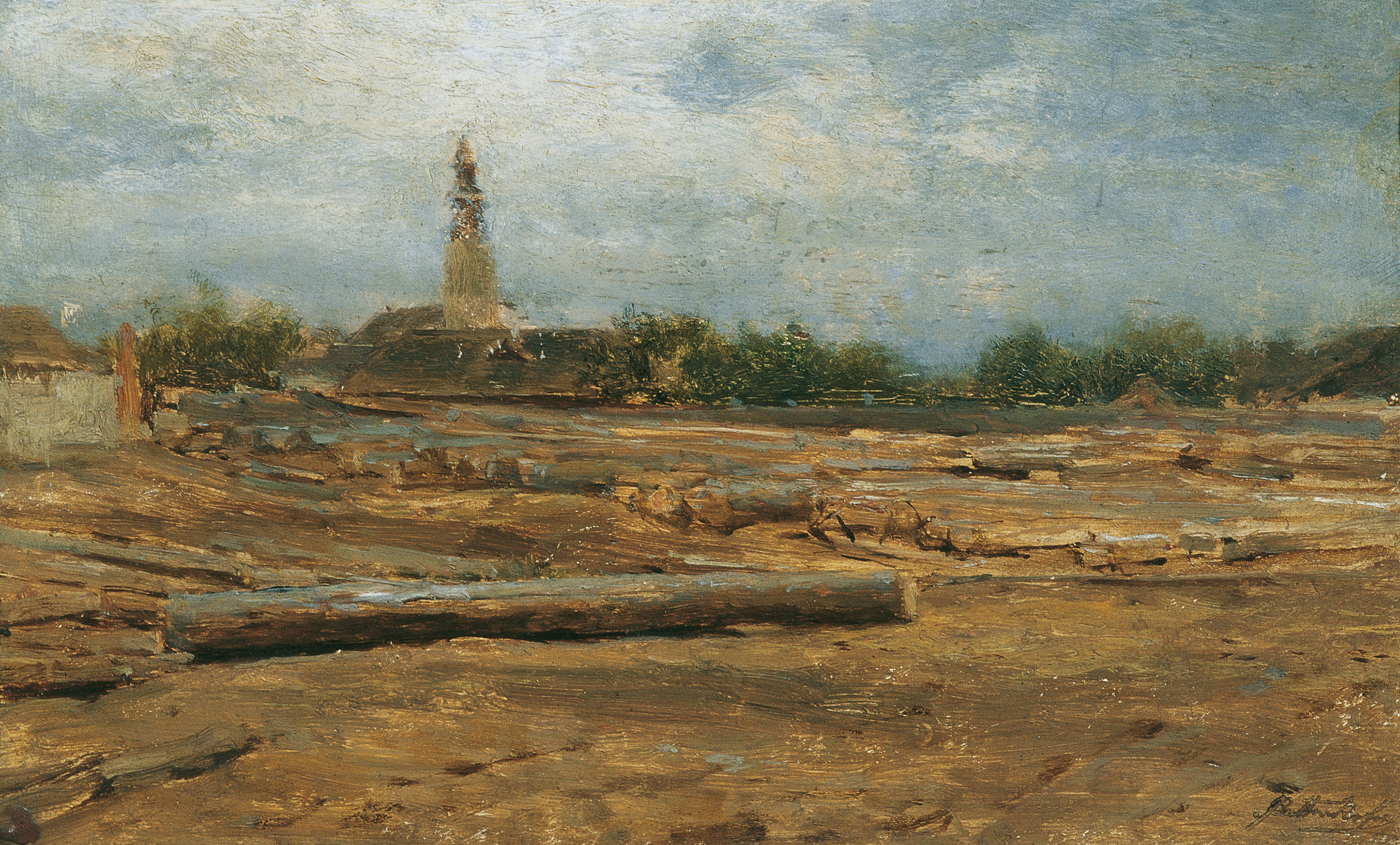
(画)アウグスト・フォン・ペッテンコーフェン
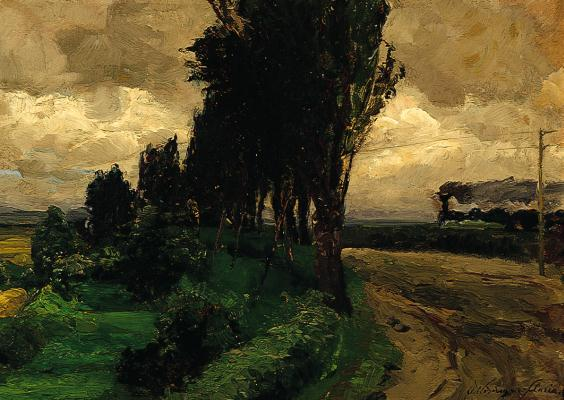
(画) オルガ・ヴィジンガー＝フローリアン
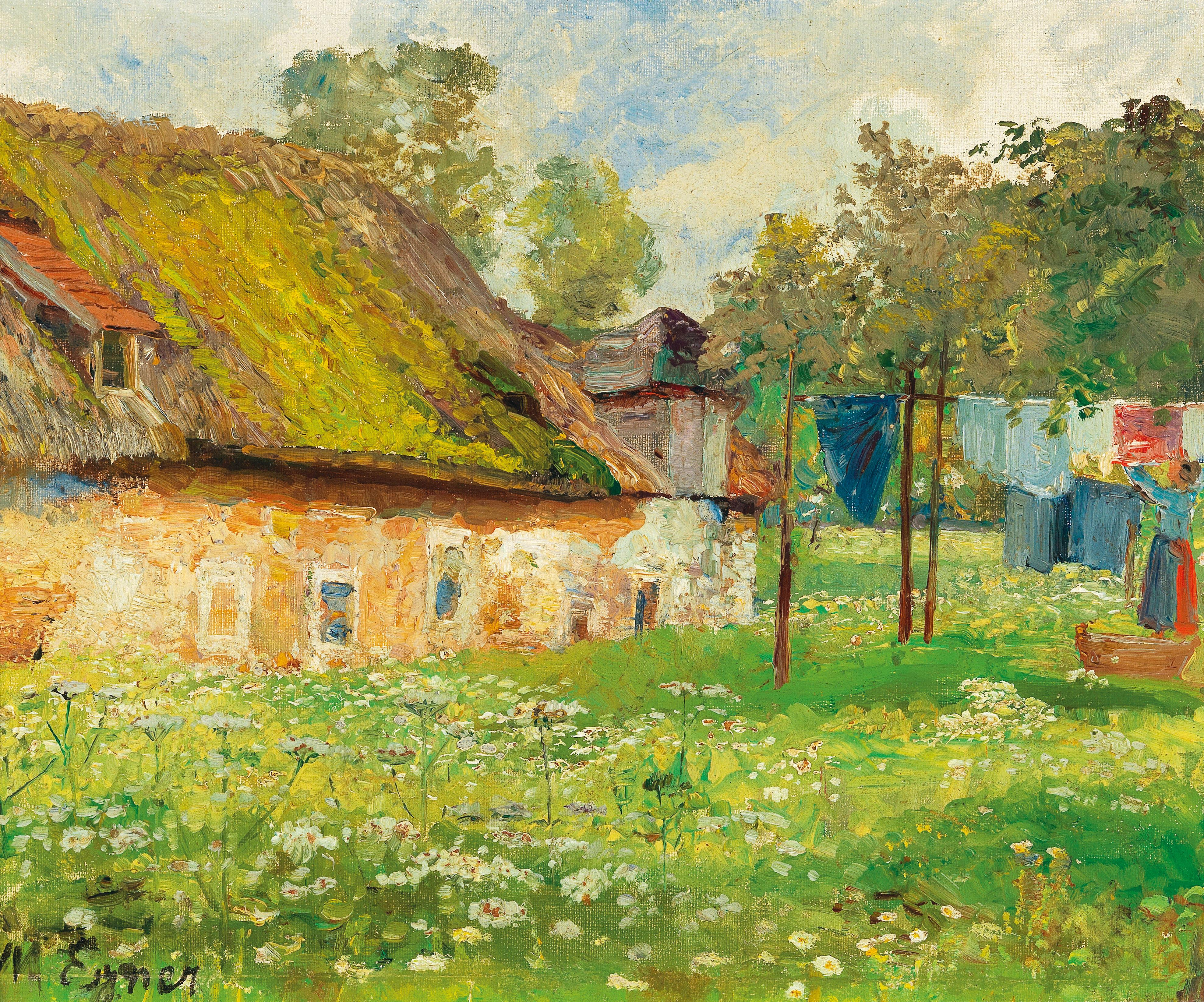
(画)マリー・エグナー
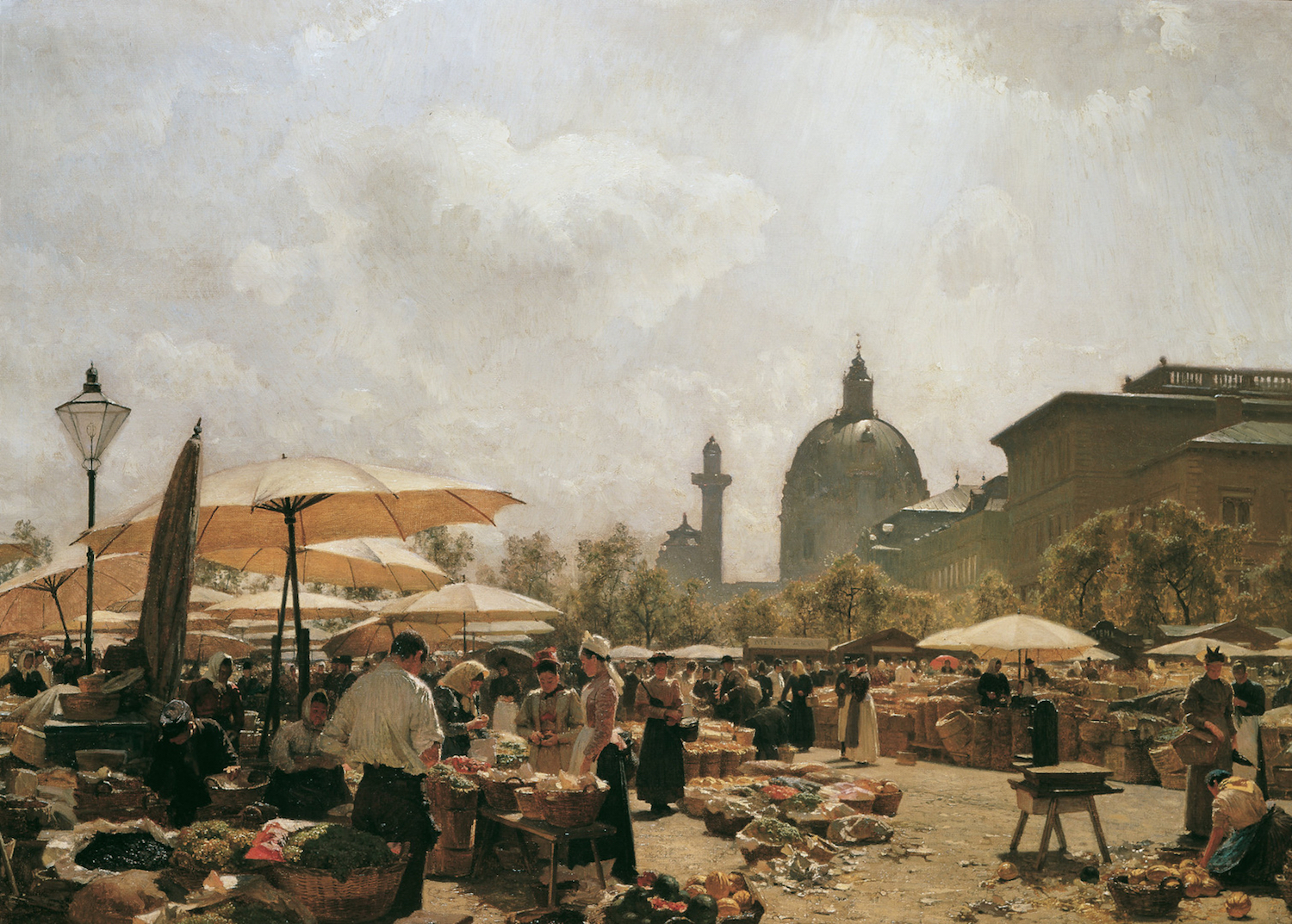
(画) カール・モル
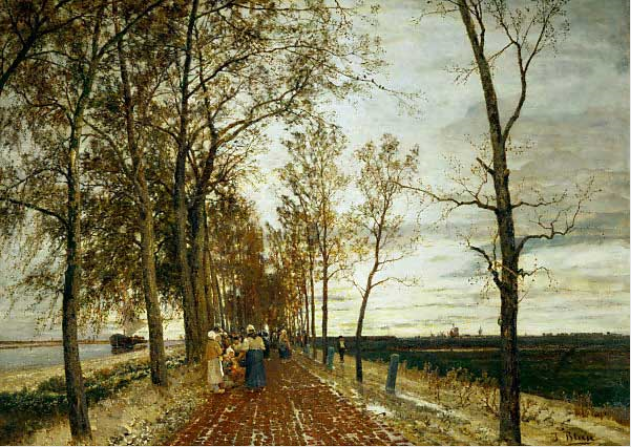
(画)ティナ・ブラウ
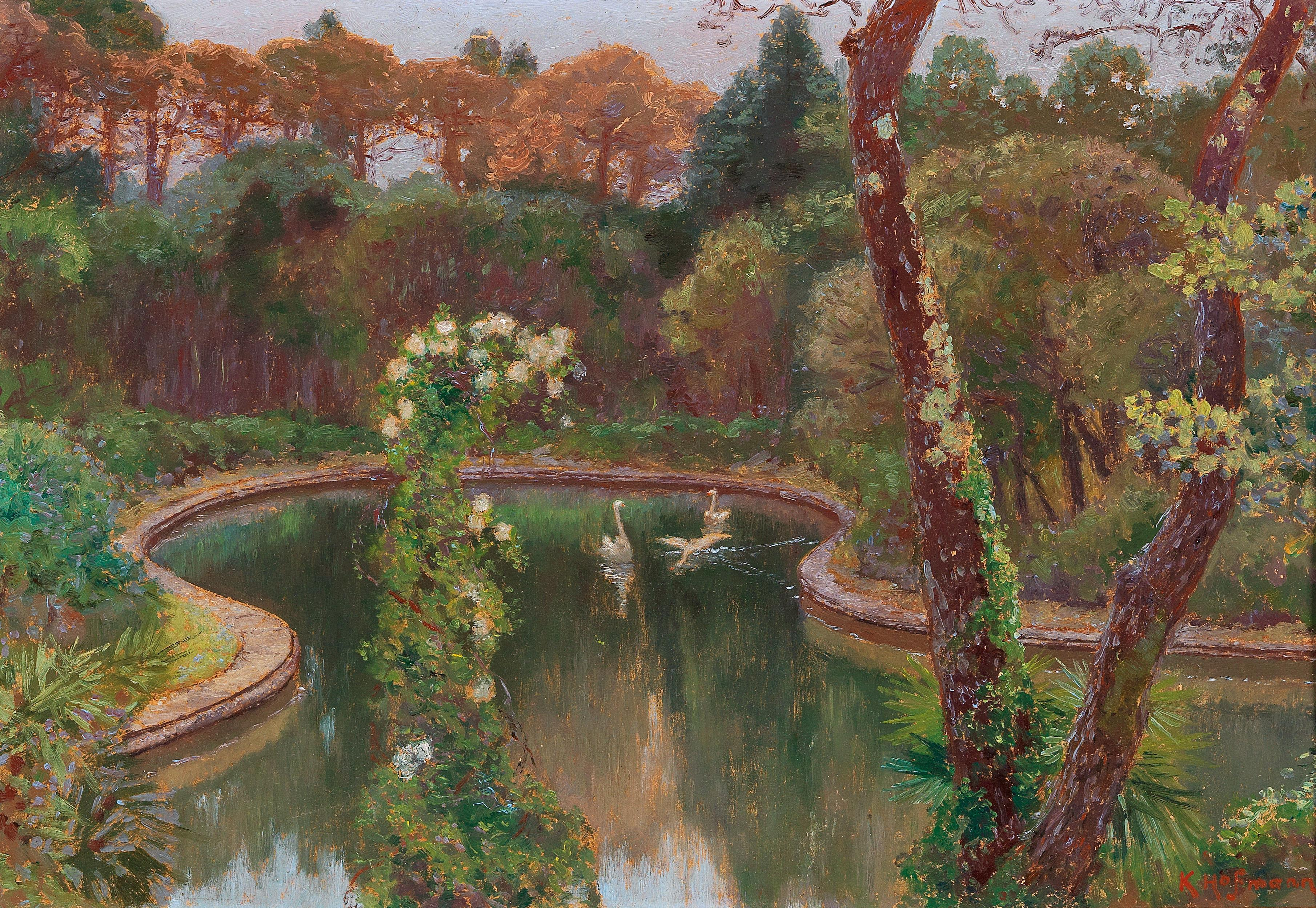
(画) Karl Hofmann
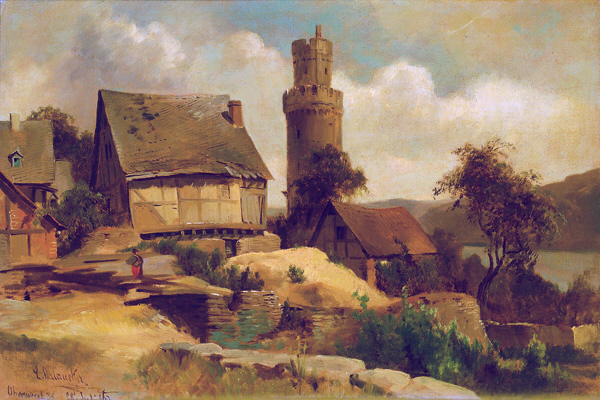
(画) Ludwig Halauska
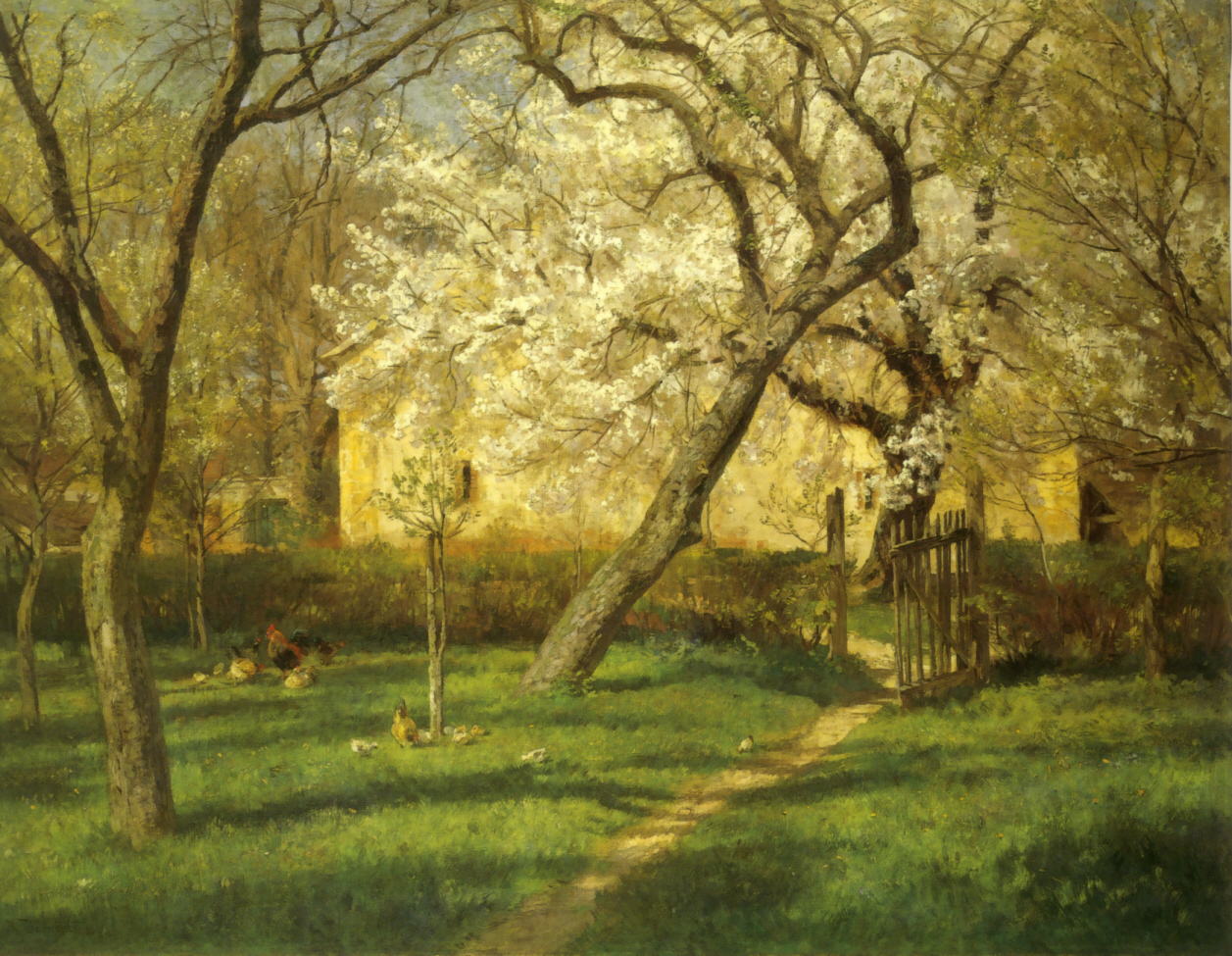
(画) Hugo Darnaut
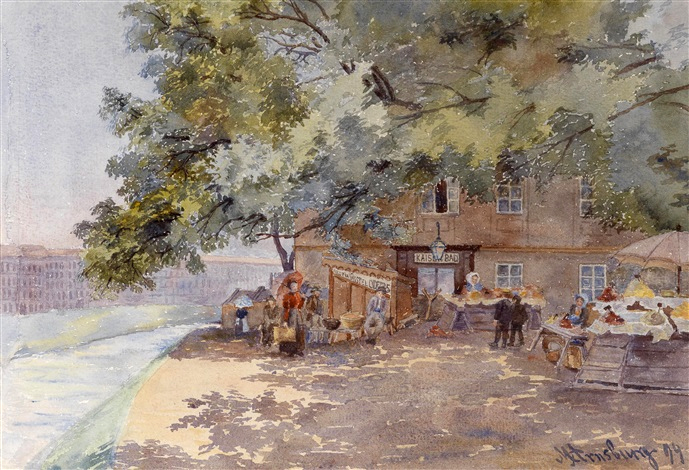
(画) Marie Arnsburg